# Естественная параметризация
Естественная параметризация (или натуральная параметризация) — параметризация кривой длиной её дуги. То есть параметром служит длина дуги кривой, отсчитываемая от некоторой фиксированной точки O, которая может быть выбрана произвольно. Такой параметр называется натуральным (часто обозначается s). 
Тем самым, естественная параметризация кривой определена однозначно с точностью до выбора точки отсчета O (соответствующей нулевому значению натурального параметра) и ориентации, то есть выбора направления, в котором при удалении от O параметр возрастает. 

## Определение
Кривая {\displaystyle \gamma } в метрическом пространстве снабжена естественной параметризацией, если для любых двух значений параметра {\displaystyle a} и {\displaystyle b} длина дуги {\displaystyle \gamma |_{[a,b]}} равна {\displaystyle |b-a|}.

## Свойства
- Кривая допускает естественную параметризацию тогда и только тогда, когда она является локально спрямляемой.
- Естественная параметризация {\displaystyle k} раз дифференцируемой (аналитической) кривой без особых точек является также {\displaystyle k} раз дифференцируемой (аналитической).
- Производная радиус-вектора {\displaystyle {\frac {d\mathbf {r} }{ds}}} имеет единичную длину и поэтому совпадает с единичным вектором касательной, который обозначается {\displaystyle \mathbf {v} .}
- Вторая производная радиус-вектора {\displaystyle {\frac {d^{2}\mathbf {r} }{ds^{2}}}={\frac {d\mathbf {v} }{ds}}} ортогональна первой, то есть ортогональна касательной к кривой в данной точке, и следовательно, является нормалью. Кроме того,  по длине она совпадает с кривизной кривой {\displaystyle k}, а по направлению — с её главной нормалью {\displaystyle \mathbf {n} }.
- Для кривой на плоскости указанные выше свойства приводят к следующим соотношениям, называемым формулами Френе:

{\displaystyle {\frac {d\mathbf {v} }{ds}}=k\,\mathbf {n} ,\ \ \ {\frac {d\mathbf {n} }{ds}}=-k\,\mathbf {v} .}
Первое из соотношений Френе очевидно вытекает из предыдущего свойства и определения кривизны {\displaystyle k}. Для доказательства второго соотношения воспользуемся тождествами
{\displaystyle \langle \mathbf {n} (s),\mathbf {n} (s)\rangle \equiv 1,\ \ \ \langle \mathbf {n} (s),\mathbf {v} (s)\rangle \equiv 0,}
где треугольные скобки обозначают скалярное произведение объемлющей евклидовой плоскости. Дифференцируя по {\displaystyle s} первое тождество, получаем {\displaystyle {\Bigl \langle }{\frac {d\mathbf {n} }{ds}},\mathbf {n} {\Bigr \rangle }\equiv 0,} означающее, что вектор {\displaystyle {\frac {d\mathbf {n} }{ds}}} параллелен вектору {\displaystyle \mathbf {v} ,} то есть {\displaystyle {\frac {d\mathbf {n} }{ds}}=\mu \mathbf {v} } с некоторым скалярным коэффициентом  {\displaystyle \mu }. Дифференцируя второе тождество, получаем {\displaystyle {\Bigl \langle }{\frac {d\mathbf {n} }{ds}},\mathbf {v} {\Bigr \rangle }+{\Bigl \langle }\mathbf {n} ,{\frac {d\mathbf {v} }{ds}}{\Bigr \rangle }\equiv 0.} Подставляя сюда {\displaystyle {\frac {d\mathbf {n} }{ds}}=\mu \mathbf {v} } и {\displaystyle {\frac {d\mathbf {v} }{ds}}=k\mathbf {n} }, получаем {\displaystyle \mu \langle \mathbf {v} ,\mathbf {v} \rangle +k\langle \mathbf {n} ,\mathbf {n} \rangle \equiv 0.} Отсюда с учетом {\displaystyle |\mathbf {v} |\equiv |\mathbf {n} |\equiv 1}, получаем {\displaystyle \mu =-k,} что и требовалось доказать.